# Reichstett
Reichstett ist eine französische Gemeinde mit 4.376 Einwohnern (Stand 1. Januar 2021) im Département Bas-Rhin in der Region Grand Est (bis 2015 Elsass). Die Gemeinde liegt zwischen Mundolsheim und Hœrdt. Wichtige Erwerbszweige sind das Kleingewerbe und die Landwirtschaft. Auf dem Gelände der ehemaligen Raffinerie Reichstett betreibt das Unternehmen Rubis heute ein Tankterminal. Die Raffinerie wurde vormals durch Total, BP und Shell, später nur durch Shell, betrieben und 2008 an Petroplus veräußert. Nach der Insolvenz von Petroplus wurde der Raffineriebetrieb eingestellt.

## Geschichte
Ein kirchliches Dokument aus dem Jahr 1163 bestätigt die damalige Existenz dieses Dorfes. Rinstett war ein Adelsgeschlecht um einen Nicolas de Rinstett, nach dem der Ort vorerst benannt wurde. Aus Rinstett wurde später Rinstetten (1163), Rinstettin (1259) und Rynstett (1350). Die heutige Dorfkirche ist auf das Jahr 1767 datiert. Von 1914 bis 1918 litt die Dorfbevölkerung unter den Folgen des Ersten Weltkrieges. Im Zweiten Weltkrieg mit Abschluss des Westfeldzugs 1940 besetzte zunächst die deutsche Wehrmacht das Elsass und unterstellte es einer „Zivilverwaltung“. Durch diese Annexion (de facto) übernahm der NS-Staat die Landesherrschaft als CdZ-Gebiet; zur offiziellen Abtretung dieses Gebietes durch Verträge (de jure) mit Frankreich kam es aufgrund des weiteren Kriegsgeschehens aber nicht mehr. Am 23. November 1944 folgte die Befreiung (La Libération) der Gemeinde durch die französischen Truppen unter Generalmajor Leclerc.
Auf dem Gemeindegebiet befindet sich das 1874 in Betrieb genommene und vollständig erhaltene preußische Fort Moltke (nach 1918 Fort Rapp), das seit 1996 zur Besichtigung freigegeben ist.

### Bevölkerungsentwicklung
| Jahr      | 1962 | 1968 | 1975 | 1982 | 1990 | 1999 | 2009 | 2013 |
| Einwohner | 1666 | 2548 | 3597 | 4464 | 4640 | 4882 | 4411 | 4407 |

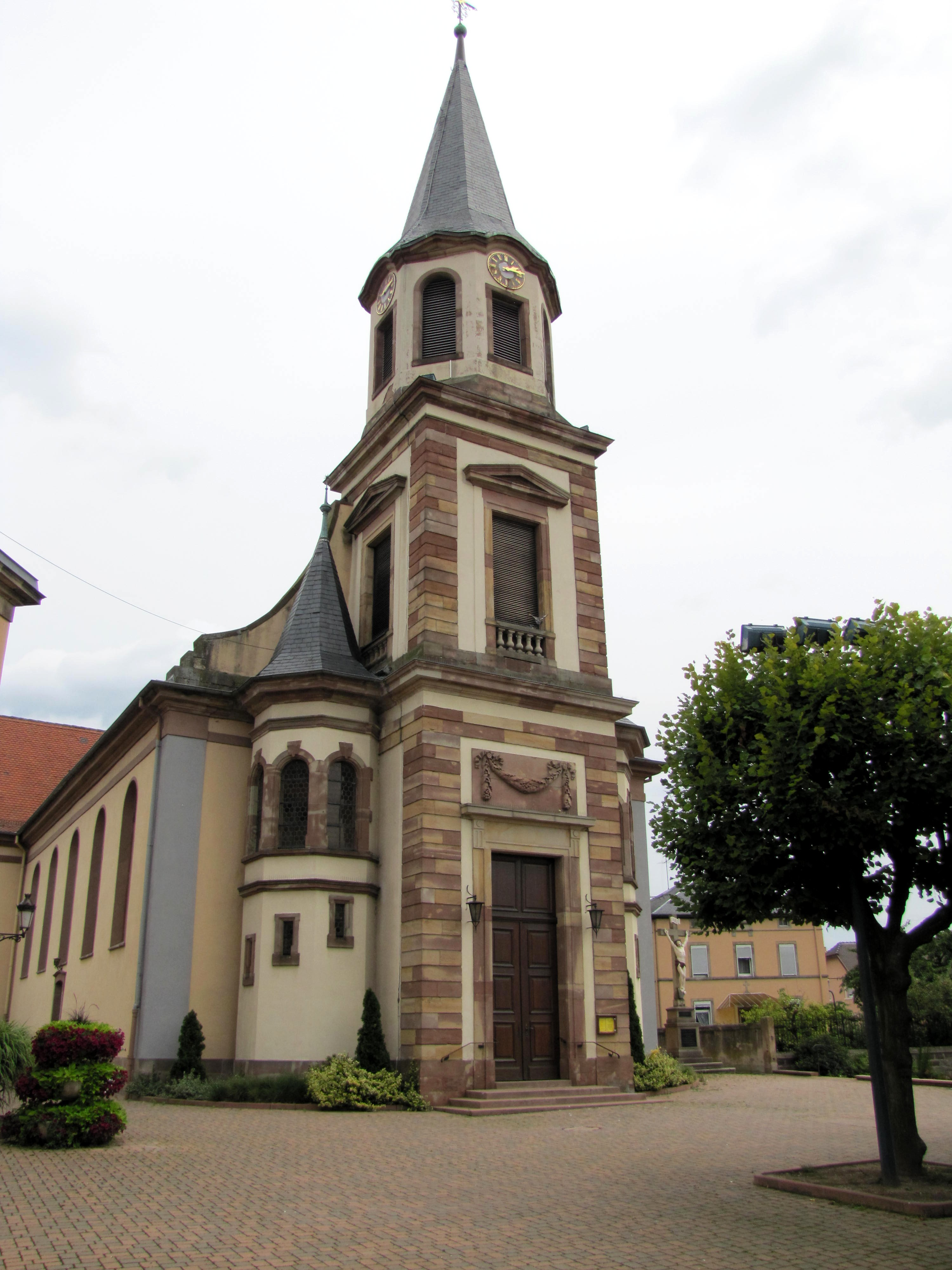
Kirche Saint-Michel von 1767
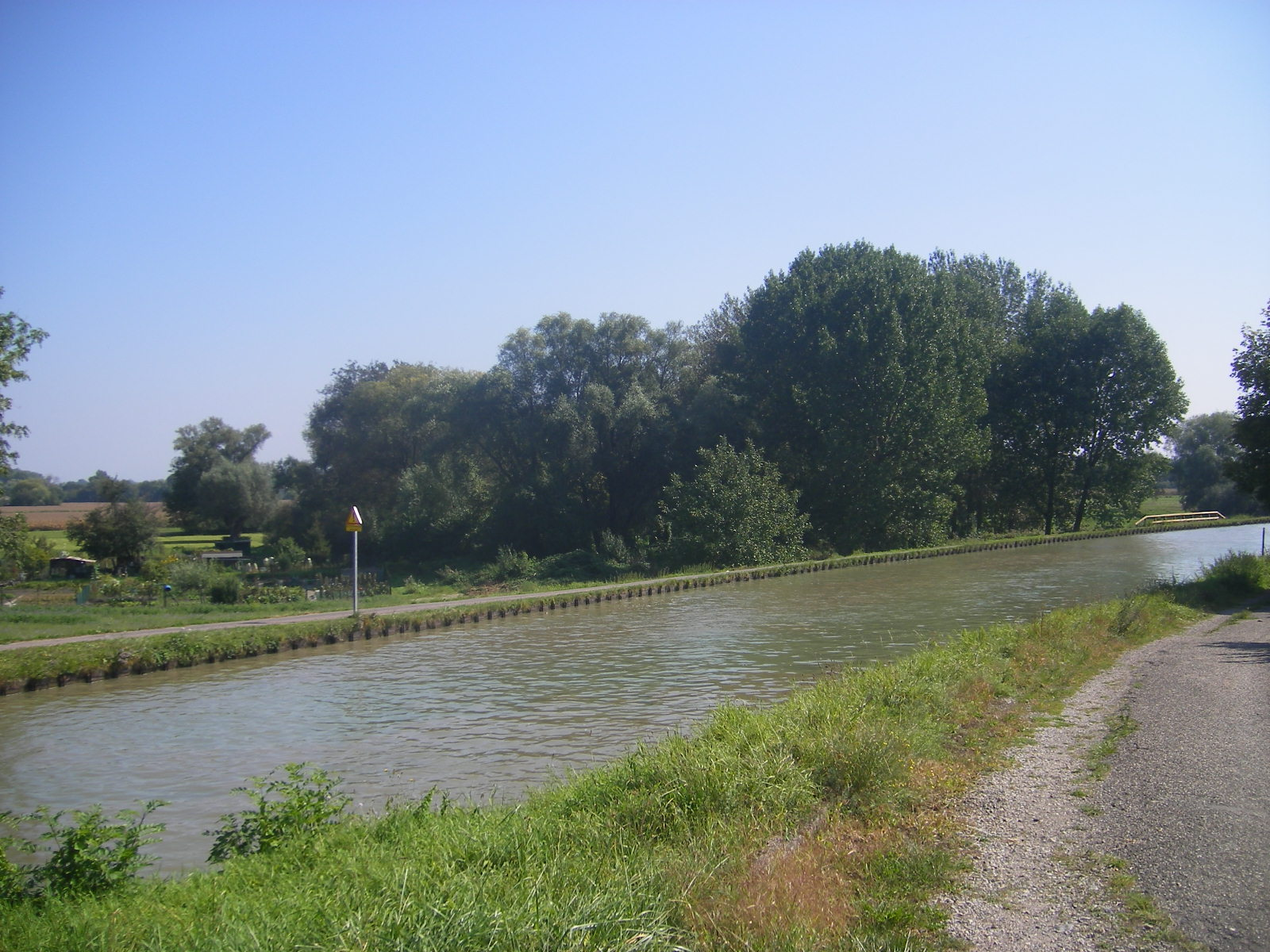
Marne-Rhein-Kanal zwischen Reichstett und Souffelweyersheim
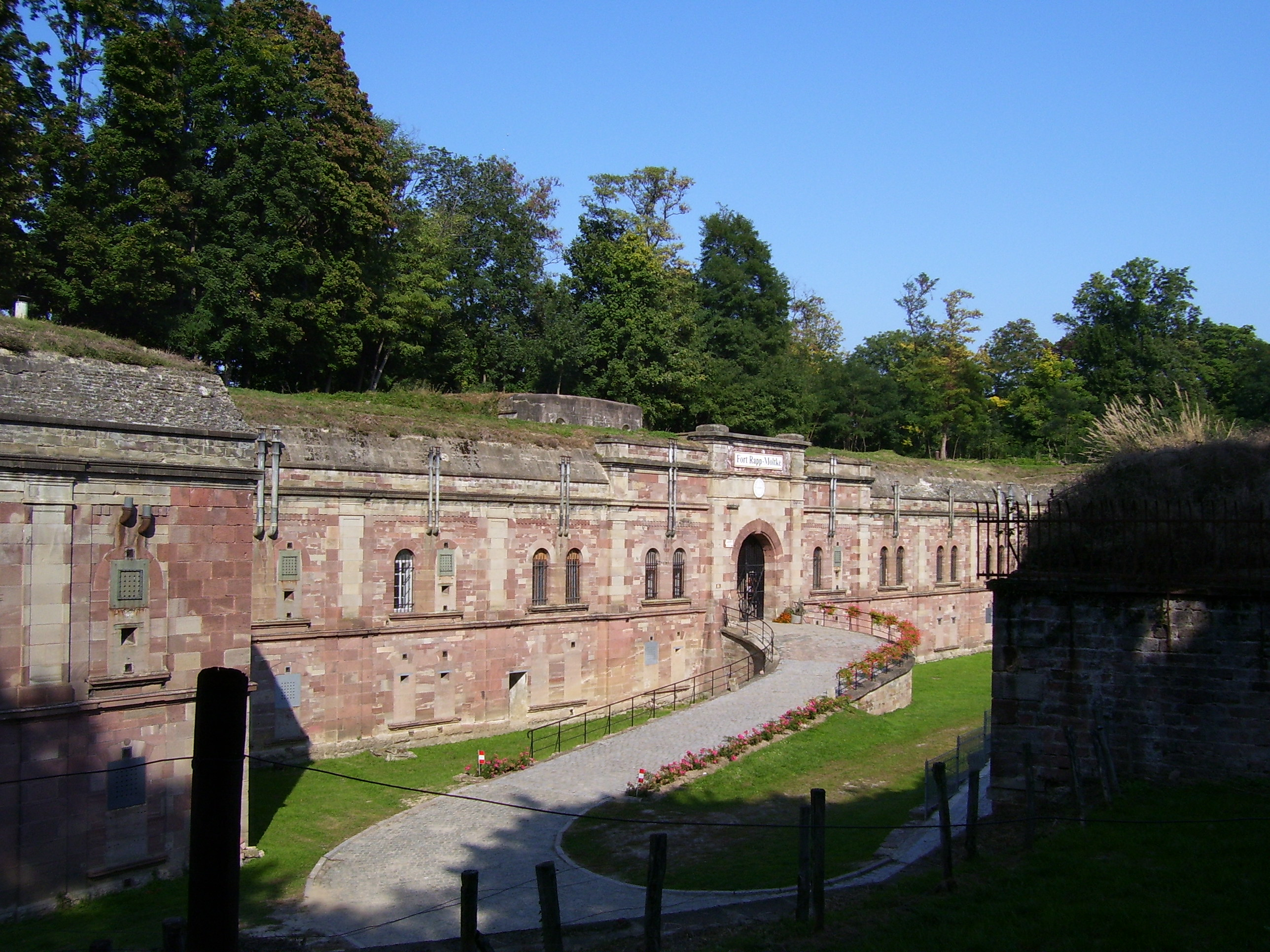
Fort Rapp

## Gemeindepartnerschaften
Seit 1994 sind Gouesnou in der Bretagne und Reichstett durch partnerschaftliche Beziehungen verbunden.